# Góra Połom
Góra Połom (niem. Kitzelberg, 667 m n.p.m.) – szczyt w Wojcieszowie w województwie dolnośląskim, w powiecie złotoryjskim, w Górach Kaczawskich, w Sudetach Zachodnich.

## Charakterystyka

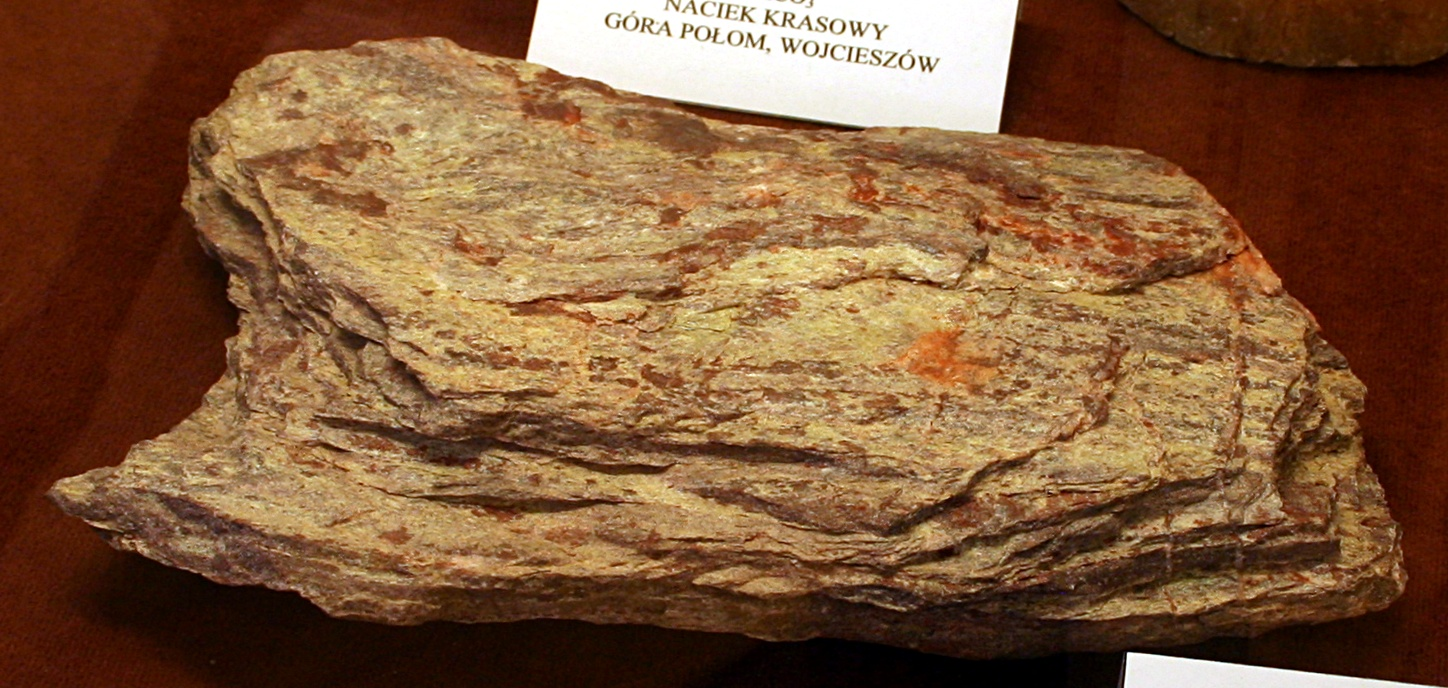
Łupek kwarcowo-serycytowy z góry Połom ze zbiorów Muzeum Złota w Złotoryi

Leży na lewym brzegu Kaczawy, nad Wojcieszowem Górnym, na zakończeniu krótkiego grzbiety bocznego, odchodzącego od Barańca w Południowym Grzbiecie ku północnemu wschodowi.
Cały masyw zbudowany jest z dolnokambryjskich wapieni krystalicznych (tzw. marmurów wojciechowskich) o miąższości do 500 m. Ich warstwy zalegają w kierunku NW - SE, a ich upad waha się w granicach od 30° do 90° w kierunku NE. Wapienie te przecięte są kilkoma uskokami i wkładkami fyllitów, łupków węglanowych, łupków serycytowo-chlorytowych, łupków węglanowo-kwarcowo-serycytowych, zieleńców i łupków zieleńcowych, które występują też wokoło. Są to skały metamorficzne pochodzące z górnego kambru i należące do metamorfiku kaczawskiego. Te starsze skały metamorficzne pocięte są żyłami młodszych porfirów (ryolitów).
W wapieniach rozwinęły się na dużą skalę zjawiska krasowe – leje krasowe, jaskinie, często z bogatą szatą naciekową: stalaktytami, stalagmitami, stalagnatami, draperiami, perłami jaskiniowymi i innymi. Jaskinie występują w masywie Połomu w trzech horyzontach, na wysokościach 620, 570 i 440 m n.p.m. Kolejne jaskinie są od wielu lat odkrywane, a następnie systematycznie niszczone przez rozrastające się kamieniołomy. M. in. w 1977 r. odkryte zostały tu dwie duże jaskinie o rozwinięciu głównie pionowym: były to na poziomie eksploatacyjnym X jaskinia „Za sztolnią” o długości korytarzy ok. 90 m i głębokości ok. 50 m, a na poziomie VI „Jaskinia Jasna” o głębokości ok. 80 m. Zwłaszcza ta druga wyróżniała się wejściową studnią głębokości 27 m, a w najniższych częściach bogatymi naciekami kaskadowymi i polewami kalcytowymi oraz stalaktytami i stalagmitami w kolorach od kremowego do czerwonego.
Na wapiennym podłożu wykształciły się gleby brunatne i rędziny.
Wapienie te są eksploatowane od kilkuset lat, co doprowadziło do znacznych przekształceń całego masywu. Jego charakterystyczna, „nadgryziona” sylwetka widoczna jest z wielu miejsc w Górach Kaczawskich, Pogórzu Kaczawskim, Rudawach Janowickich i Karkonoszach.
Na obszarze góry Połom zaobserwowano 552 gatunki roślin naczyniowych (ok. 23% flory krajowej i ok. 30% flory Sudetów) należących do 289 rodzajów i 68 rodzin, w tym 37 gatunków prawnie chronionych. Wśród rzadkich roślin występuje tu 15 gatunków storczykowatych, a także zagrożony wyginięciem w Sudetach jastrzębiec blady Hieracium schmidtii.
Na terenie Góry Połom przez długi czas istniał rezerwat przyrody, który został prawie zniszczony przez eksploatację wapieni. Podobny los spotkał inne atrakcje tego regionu, liczne jaskinie, odwiedzane przez speleologów, które są systematycznie niszczone.
Czynne kamieniołomy otaczają wierzchołek z dwóch stron.